# Messor ebeninus
Messor ebeninus är en myrart som beskrevs av Santschi 1927. Messor ebeninus ingår i släktet Messor och familjen myror. Inga underarter finns listade i Catalogue of Life.